# Епархия Багдогры
Епархия Багдогры (лат. Dioecesis Bagdograna) — епархия Римско-католической церкви c центром в городе Багдогра, Индия. Епархия Багдогры входит в митрополию Калькутты. Кафедральным собором епархии Багдогры является собор Доброго Пастыря.

## История
14 июня 1997 года Римский папа Иоанн Павел II выпустил буллу Cunctae catholicae Ecclesiae, которой учредил епархию Багдогры, выделив её из епархии Дарджилинга.

## Ординарии епархии
- епископ Thomas D’Souza (14.06.1997 — 12.03.2011) — назначен вспомогательным епископом архиепархии Калькутты;
  - Sede vacante (2011—2015)
- епископ Vincent Aind (с 7 апреля 2015 года).